# Piatto (Italia)
Piatto (Piat in piemontese) è un comune italiano di 468 abitanti della provincia di Biella in Piemonte.

## Geografia fisica
Nonostante il nome, il territorio del comune di Piatto è completamente collinare o montano, e l'altimetria varia da un minimo di 309 m s.l.m. ad un massimo di 1620 m s.l.m.

## Origini del nome
Il nome deriva da una varietà di mela, tipica del territorio della Valle Elvo, chiamata Piatlin.

## Storia

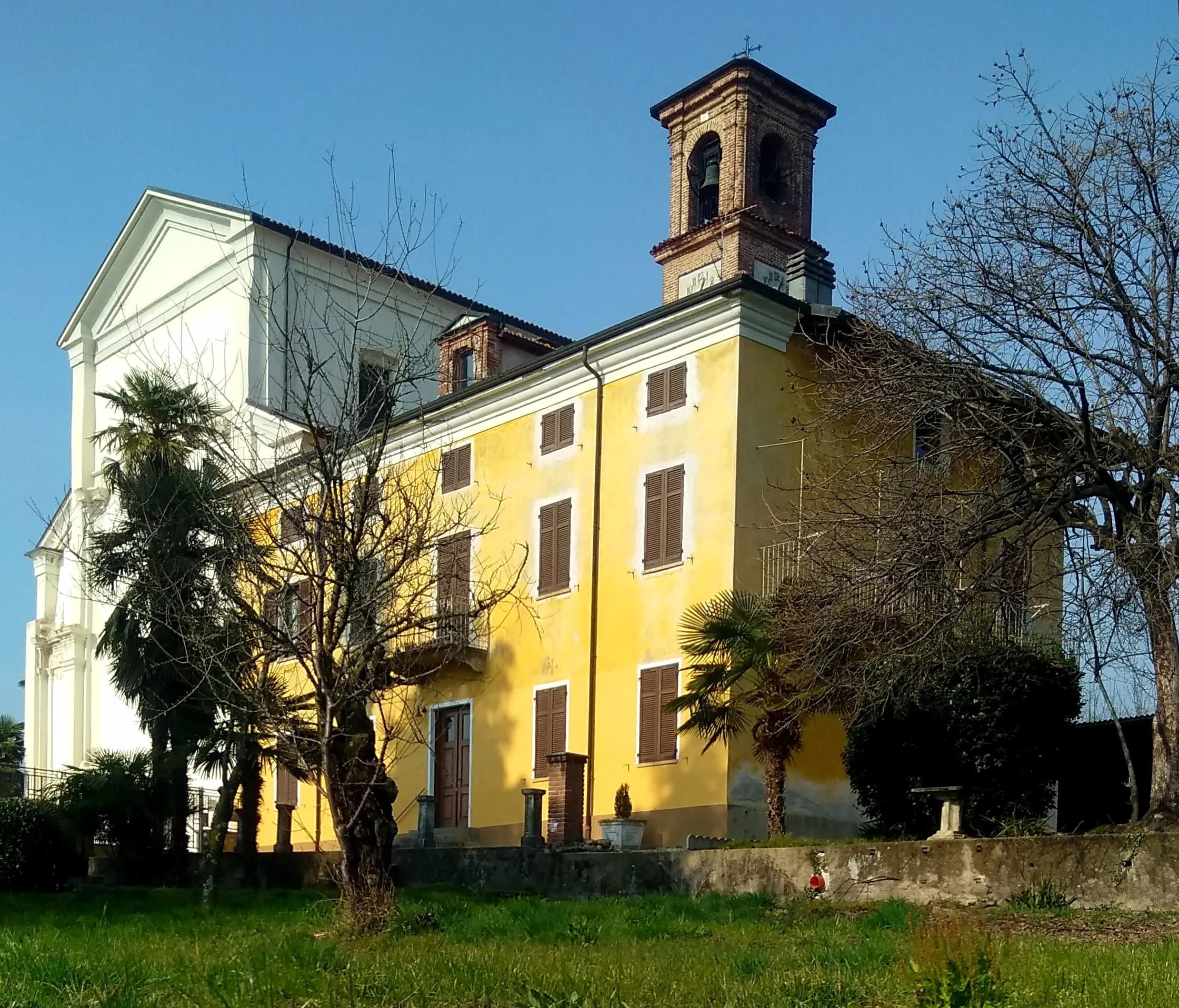
La parrocchiale

Piatto appartenne al comune di Bioglio fino al 1624, anno nel quale ottenne l'autonomia comunale. Il paese fu però fino dal medioevo infeudato agli Avogadro di Quaregna, che vi costruirono una casa-forte. Nel 1618 il feudo passò ad Augusto Manfredo Scaglia e nel 1723 a Giovanni Pietro Lovera.

### Simboli
Lo stemma e il gonfalone del comune di Piatto sono stati concessi con decreto del presidente della Repubblica del 12 aprile 1965.
Il gonfalone è un drappo partito di giallo e di azzurro.

## Società

### Evoluzione demografica
Abitanti censiti

## Amministrazione

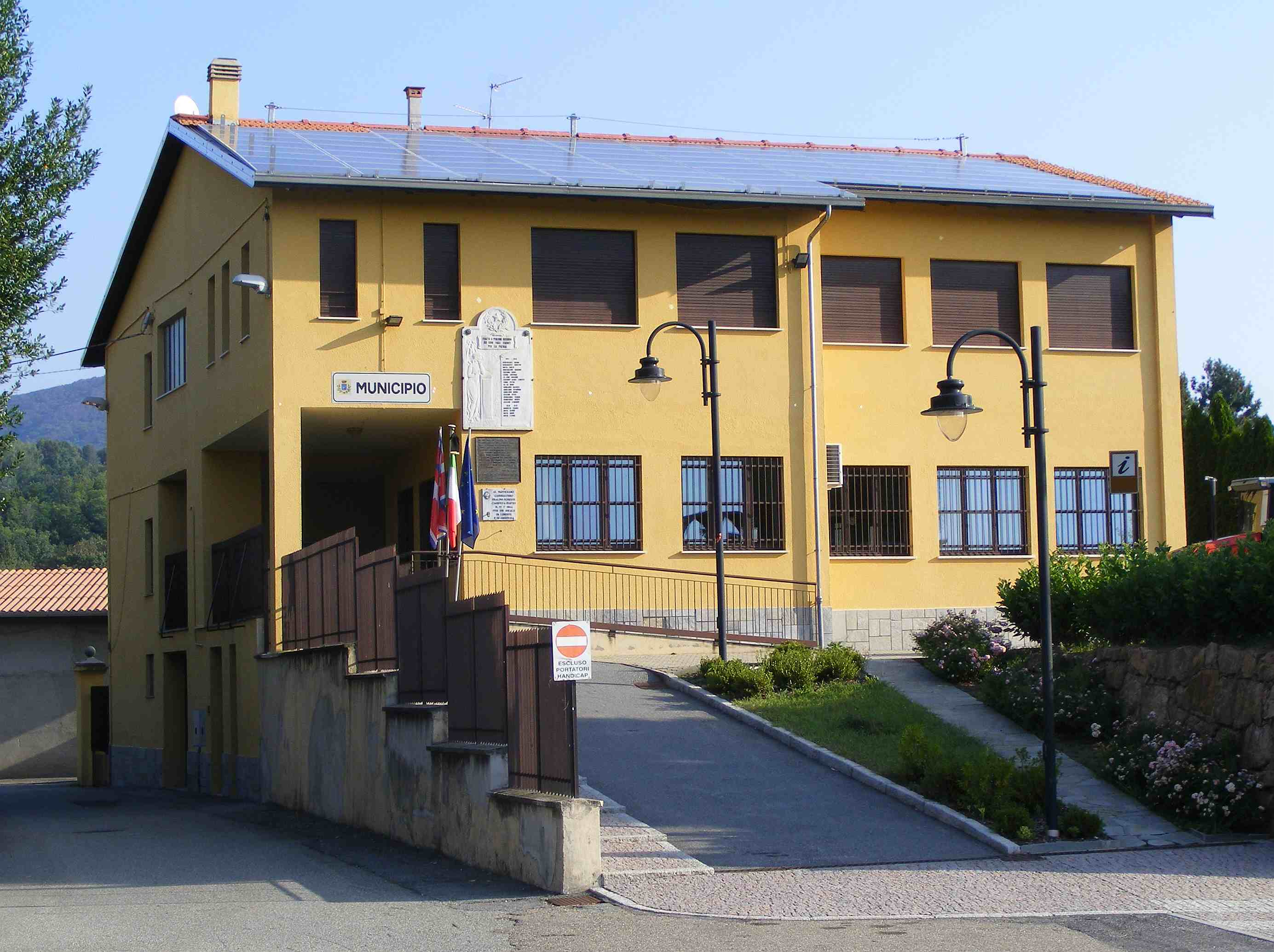
Il municipio

| Periodo | Periodo   | Primo cittadino       | Partito                         | Carica  | Note       |
| ------- | --------- | --------------------- | ------------------------------- | ------- | ---------- |
| 2004    | 2009      | Alessandro Collinetti | lista civica                    | Sindaco |            |
| 2009    | 2014      | Alessandro Collinetti | lista civica Uniti per Piatto   | Sindaco | II mandato |
| 2014    | in carica | Enzo Giacomini        | lista civica Insieme per Piatto | Sindaco |            |

### Altre informazioni amministrative
Il comune ha fatto parte della Comunità montana Val Sessera, Valle di Mosso e Prealpi Biellesi, mentre fino al 2010 apparteneva alla  Comunità montana Prealpi Biellesi, abolita in seguito all'accorpamento disposto dalla Regione Piemonte nel 2009.